# Matamoras, Ohio
Matamoras là một làng thuộc quận Washington, tiểu bang Ohio, Hoa Kỳ. Năm 2010, dân số của làng này là 896 người.